# Adelina Tahiri
Adelina Tahiri (n. 25 aprilie 1991, Skopje, RSF Iugoslavia) este cântăreață albaneză.

## Biografie
Este cunoscută mai ales pentru melodiile sale Nuk Jam Penduar, Vuaj, Mjaftë, Më Trego și Manipullator. Adelina Tahiri a început și o carieră de model la Tirana, în 2006. Ea locuiește în Albania din 2006.

## Discografie

### Albume
- 2007 - Eliksir
- 2010 - Nuk Jam Penduar
- 2015 - Ani Ani

### Single
- 2007 - Narcizoid
- 2008 - Eu Trego
- 2009 - Vuaj
- 2013 - Ti Mos U Kthe
- 2011 - Manipulator
- 2012 - Mjafte